# Marián Vrabec
Marián Vrabec (* 7. července 1948) byl slovenský a československý politik, po sametové revoluci poslanec Sněmovny lidu Federálního shromáždění za Slovenskou národní stranu.

## Biografie
Ve volbách roku 1990 byl zvolen za SNS do Sněmovny lidu (volební obvod Západoslovenský kraj). Ve Federálním shromáždění setrval do voleb roku 1992.
Ve volbách v roce 1992 usedl za SNS do Slovenské národní rady, která se v roce 1993 po vzniku samostatného Slovenska přetvořila v Národní radu Slovenské republiky, coby nejvyšší zákonodárný sbor. Zde zasedal do konce funkčního období, tedy do parlamentních voleb na Slovensku roku 1994.
V únoru 1994 se zmiňuje jako účastník koaličního vyjednání SNS s HZDS. V téže době působil také jako místopředseda Nejvyššího kontrolního úřadu SR. Poté, co na jaře 1994 padla druhá vláda Vladimíra Mečiara, odvolal ho v březnu 1994 slovenský parlament z funkce. Poté, co se koncem roku 1994 po volbách vrátil k moci Vladimír Mečiar (třetí vláda Vladimíra Mečiara) byl Vrabec v prosinci 1994 jmenován v rámci personálních obměn do dozorčí rady Fondu národního majetku SR.